# Sinan Krause
Sinan Krause (* in Bagdad) ist ein deutsch-irakischer Techniker. Er wurde 2007 Opfer einer Entführung im Irak.

## Entführung
Krause wurde am 6. Februar 2007 gemeinsam mit seiner Mutter Hannelore Krause im Irak entführt. Sinan Krause und seine Mutter wurden am 6. Februar 2007 aus ihrer Wohnung in Bagdad von sechs unbekannten Männern, angeblich Mitgliedern einer Gruppe, die sich „Pfeile der Rechtschaffenheit“ nennt, verschleppt. Die Gruppe ist wahrscheinlich dem Al-Qaida-Spektrum zuzurechnen. Hannelore Krause hatte vor ihrer Entführung als Frau eines irakischen Arztes bereits seit Jahrzehnten im Irak gelebt. Als Bedingung für die Freilassung der beiden Geiseln forderten die Entführer die deutsche Regierung auf, alle Truppen aus Afghanistan abzuziehen. Am 14. März 2007 appellierte der damalige Bundespräsident Horst Köhler an die Entführer, die Geiseln freizulassen. Köhler sagte: „Ich appelliere an Sie, Frau Krause und ihren Sohn umgehend freizulassen. In Irak ist schon zu viel unschuldiges Blut vergossen worden. Halten Sie ein. Geben Sie die Geiseln ihren Familien zurück.“
Hannelore Krause wurde am 10. Juli 2007, wahrscheinlich wegen ihrer schlechten körperlichen Verfassung, nach 155 Tagen Geiselhaft freigelassen.  Am 9. September 2007 tauchte ein Video auf, das ihren Sohn Sinan bei der Verabschiedung von seiner Mutter zeigt. Die Entführer setzten darin ein letztes zehntägiges Ultimatum, bei dessen Verstreichen sie mit der Ermordung ihrer noch verbliebenen Geisel drohten.
Die Gruppe der Entführer hat 2007 mehrere Ultimaten mit der Forderung nach einem Abzug der Bundeswehrsoldaten verstreichen lassen. Nach Informationen des Nachrichtenmagazins Der Spiegel stammt das letzte Lebenszeichen von Sinan Krause vom Juni 2007. Der Kontakt zu den Entführern sei seit Anfang des Jahres 2008 endgültig abgerissen. Der Vater von Sinan Krause, Mohamed al-Tornachi, appellierte am 24. April 2008 ohne Erfolg an die Entführer, seinen Sohn freizulassen.
Sinan Krauses Schicksal und sein aktueller Aufenthaltsort sind bis heute unbekannt. Die deutschen Behörden gehen allerdings mittlerweile davon aus, dass Sinan Krause nicht mehr lebt, auch wenn dies nicht offiziell verlautbart wird.